# سياسة مستقبلية أقوى
سياسة مستقبلية أقوى، هي سياسة اجتماعية متعددة الأوجه للحكومة الأسترالية تتعلق بسكان أستراليا الأصليين الموجودين في الإقليم الشمالي، قدمت جيني ماكلين -وزيرة شؤون الأسرة والخدمات الاجتماعية والسكان الأصليين- في 23 نوفمبر عام 2011 «تشريعات مستقبلية أقوى» في البرلمان الأسترالي الذي أيدته رئيسة الوزراء جوليا غيلارد في وقت لاحق.
تهدف هذه التشريعات إلى معالجة القضايا الرئيسية التي توجد داخل مجتمعات السكان الأصليين في الإقليم الشمالي مثل البطالة والتسجيل في المدارس وارتيادها وإدمان الكحول وسلامة المجتمع وحماية الطفل والأمن الغذائي وإصلاح المسكن والأراضي. كانت هذه التشريعات سابقة لأوانها مقارنةً مع مبادرات مشابهة لها بعدة سنوات، والتي تضمنت سياسة «بناء إقليم أقوى ومستقبل أقوى» وسياسة «حكومة محلية جديدة» وقانون الاستجابة لحالات الطوارئ في الإقليم الشمالي.
تُحافظ «التشريعات المستقبلية الأقوى» على المبادئ الأساسية لقانون الاستجابة لحالات الطوارئ في الإقليم الشمالي، وتشمل مشاريع قوانين مثل مشروع قانون «مستقبل أقوى» في الإقليم الشمالي لعام 2011 ومشروع قانون «مستقبل أقوى» في الإقليم الشمالي (الأحكام الانتقالية والتبعية) لعام 2011 وقانون تعديل تشريعات الضمان الاجتماعي لعام 2011. كما اقترحت التشريعات تمديد كل من الإطار الزمني والنطاق الجغرافي لهذه التدابير.
أّقرّ قانون «تشريعات مستقبلية أقوى» مع تغييرات طفيفة في مجلس نواب أستراليا في 27 فبراير عام 2012، وصُودق عليه من قبل مجلس الشيوخ الأسترالي في 29 يونيو.
تزعم الحكومة الأسترالية أن المشاورات التي أُجريت مع مجتمعات السكان الأصليين في الإقليم الشمالي ساعدت في بناء سياسة «المستقبل الأقوى» التي انتُقدِت من قبل العديد من المنظمات مثل منظمة العفو الدولية وحركة المواطنين المهتمين في أستراليا وطوائف الكنيسة المسيحية.
تقود حملة «الدفاع عن الحرية» الحركة العامة ضد تشريع «المستقبل الأقوى» وتنتقد العديد من تدابيره لأنها تحتفظ بمبادئ «التمييز العنصري» التابعة لقانون الاستجابة لحالات الطوارئ في الإقليم الشمالي، وتواصل السيطرة من خلال الحكومة الأسترالية على «السكان الأصليين وأراضيهم»، كما تنتقد الحملة بالإضافة إلى ذلك عدم كفاية المشاورات مع السكان الأصليين؛ مُعتبرةً أن القرارات المستمدة من هذه المشاورات نادراً ما تتوافق مع الرغبات الفعلية للمجتمعات المتأثرة.

## بناء مناطق أقوى وسياسة مستقبلية أقوى
شملت سياسة «بناء مناطق أقوى» وسياسة «مستقبل أقوى» التي أطلقها وزير تنمية مجتمع الإقليم الشمالي جاك آه كيت في 3 أيار/مايو عام 2003؛ مشاورات بين حكومة الإقليم الشمالي وقادة مجموعات السكان الأصليين في الإقليم الشمالي، وقد هدفت إلى تشكيل نظام حكم إقليمي وتحسين نتائج تقديم الخدمات في الإقليم الشمالي.
ألغت الحكومة الأسترالية في نهاية السنة الأولى لتطبيق السياسة عام 2004 لجنة السكان الأصليين وسكان جزر مضيق توريس؛ وهو «منتدى وطني قانوني أساسه السكان الأصليين الأستراليين، ويستند إلى انتخاب ممثلين من كل ولاية وإقليم»، حيث لم يعد هناك تمثيلاً كافياً للإقليم الشمالي في الحكومة بعد هذا الإلغاء، وشُكلت الحكومات الإقليمية كحل بديل.
تفاوض الإقليم الشمالي مع الحكومة الأسترالية في منتصف عام 2005 لإعداد «اتفاق شامل بخصوص الشؤون الوطنية» الذي فصّل الأهداف التعاونية للحكومة الأسترالية والإقليم الشمالي وأوجز «مبادرات بناء مناطق أقوى» و«سياسة مستقبلية أقوى» وفق البنود الآتية:
- «تنفيذ التمثيل المشروع والفعلي».
- «إنشاء هيئات إقليمية تنطوي على دمج طوعي للمجالس المحلية بناءً على تشاور واسع وفعال لضمان أن الدساتير تعكس الطموحات المحلية وتحظى بشرعية ثقافية».
- «دمج المجالس المحلية في السلطات الإقليمية لمعالجة المشكلات الحالية على نطاق واسع وتحسين تقديم الخدمات والحد من معدل دوران الموظفين وضمان المزيد من التنسيق والاستمرارية للاهتمام بالتنمية الاقتصادية والاجتماعية للمجتمع».

حدد هذا الاتفاق النتيجة المتوقعة للسلطات الإقليمية. كما استُبدلت سياسة بناء المناطق الأقوى والسياسة المستقبلية الأقوى بسياسة الحكم المحلي الجديد بسبب «الاستياء العقائدي وصعوبات التنفيذ التي يواجهها البيروقراطيون الحكوميون في محاولة استيعاب المفاهيم الإقليمية المحلية والأفكار حول تمثيل الحكومة المحلية والأساليب المتفق عليها في صنع القرار».

## سياسة الحكم المحلي الجديد
سنت الحكومة الأسترالية في عام 2006 سياسة الحكم المحلي الجديد التي أضفت الطابع الإقليمي الإلزامي داخل الإقليم الشمالي، وحددت تسع مناطق كان يجب الاعتراف بها كمقاطعات؛ وذلك من أجل قيادة هيكل واحد للحكم الديمقراطي من خلال نهج «مقاس واحد يناسب الجميع».
أنشأت سياسة الحكم المحلي الجديد «لجان انتقالية» من أجل تلبية معطيات السكان الأصليين، والتي مكنت الحكومة الأسترالية من تقديم المشورة بشأن المقاطعات وأفراد السكان غير الأصليين والجهات صاحبة المصلحة.

## قانون الاستجابة لحالات الطوارئ في الإقليم الشمالي
استجابت الحكومة الأسترالية في عام 2007 لتقرير «الأطفال الصغار مقدسين» الذي جُمع من قِبل الإقليم الشمالي، وبدأ مبادرته المستقلة المجهولة بالنسبة للإقليم الشمالي والتي سميت «قانون الاستجابة لحالات الطوارئ في الإقليم الشمالي».
سيطرت الحكومة عن بعد من خلال هذا القانون على الرقابة الإدارية لستين مجتمع من مجتمعات السكان الأصليين، وأمنت لهم على عقود إيجار إلزامية للمسكن لمدة لا تقل عن خمس سنوات، كما سنت التشريعات للعمل على هذه التغييرات.
أرسلت الحكومة الأسترالية بالإضافة لذلك قوة عمل معنية بالاستجابة لحالات الطوارئ، والتي شملت الجيش الأسترالي ووزارة شؤون الأسرة والخدمات المجتمعية وشؤون السكان الأصليين إلى «المجتمعات ذات الأولوية» من أجل ضمان تنفيذ متطلبات القانون والإشراف على الفحوصات الصحية لأطفال السكان الأصليين.
صُوّت عام 2007 لحزب العمال الأسترالي في السلطة الحكومية الأسترالية، والذي أعرب عن رغبته في تقييم قانون الاستجابة لحالات الطوارئ في الإقليم الشمالي.

## سياسة مستقبلية أقوى لعام 2011
قدمت وزيرة شؤون الأسرة والإسكان والخدمات المجتمعية وشؤون السكان الأصليين هون جيني ماكلين في 23 نوفمبر عام 2011 تشريعات إلى البرلمان من أجل معالجة القضايا داخل الإقليم الشمالي، كما أصدرت بيان سياسة مستقبلية أقوى.
تسعى التشريعات المستقبلية الأقوى في الإقليم الشمالي إلى معالجة الحرمان الذي يعيشه أبناء الشعوب الأصلية في الإقليم الشمالي؛ وإلى إقامة تعاون بين حكومة الإقليم الشمالي ومواطني الشعوب الأصلية من أجل بناء مستقبل قوي معاً. كما تسعى هذه المشاركة القائمة من قِبل مختلف هيئات الحكم ومواطني الشعوب الأصلية وحكومة الإقليم الشمالي والحكومة الأسترالية؛ إلى تشجيع الإصلاح وتحسين تقديم الخدمات في جميع أنحاء الإقليم الشمالي.
تُعلن السياسة المستقبلية الأقوى للإقليم الشمالي أنه «ستكون آراء السكان الأصليين في الإقليم الشمالي هي قلب هذا العمل». كما حددت الحكومة الأسترالية القضايا الملحة داخل الإقليم الشمالي مثل التعليم اللازم وإساءة استخدام الكحول على نطاق واسع وتوافر المسكن ونقص عروض الفرص الاقتصادية فرص العمل.

## التشريعات الداعمة
تعتزم الحكومة الأسترالية أن تُتم جميع التشريعات بالتعاون مع مجتمعات السكان الأصليين في الإقليم الشمالي، وتعترف أيضاً بعدم حدوث هذا التعاون أثناء إصدار قانون الاستجابة لحالات الطوارئ في الإقليم الشمالي. ستستمر جميع التدابير التشريعية في الامتثال لقانون التمييز العنصري لعام 1975.
- يدعم قانون المستقبل الأقوى للإقليم الشمالي لعام 2011 قدرة السكان الأصليين في الإقليم الشمالي على تكوين أسرهم وكسب سبل عيشهم. كما تُعبر التدابير الواردة في القانون عن رغبتها في إنشاء مجتمعات في الإقليم الشمالي تسمح للأطفال أن يكبروا بشكل آمن وصحي.
- يقترح مشروع قانون المستقبل الأقوى في الإقليم الشمالي (الأحكام الانتقالية والتبعية) لعام 2011 إلغاء قانون الاستجابة لحالات الطوارئ في الإقليم الشمالي لعام 2007.[7]
- يهدف مشروع قانون تعديل تشريعات الضمان الاجتماعي لعام 2011 إلى مساعدة الأستراليين المحرومين والضعفاء وتحسين التحاقهم بالمدارس.